# Денисенко Анатолій Петрович
Анатолій Петрович Денисенко (нар. 10 березня 1971 р., Харків, УРСР) — народний депутат України VII та VIII скликань. Колишній член Партії регіонів, покинув її фракцію 2014 року.

## Життєпис
Закінчив Харківську державну зооветеринарну академію, за спеціальністю менеджер. Кандидат юридичних наук.
Трудову діяльність розпочав у 1988 році, працював токарем на Харківському приладобудівному заводі ім. Шевченка, підсобним робітником підприємства «Індустріал», начальником дільниці ТОВ «Прогрес», заступником директора з виробництва ТОВ «Сітал», генеральним директором АТЗТ «Спецбудмонтаж». З 2008 року по листопад 2012 року— президент ВАТ «Інвестиційно-будівельна корпорація Авантаж». Заступник Голови Ради директорів Конфедерації будівельників України з питань девелопменту. 

## Громадська діяльність
- З 2002 р. — меценат «Фонду спасіння дітей та підлітків України від наркотиків»
- З 2007 по 2015 р. — почесний президент благодійного фонду «Зодчий»
- З 2008 р. — член Ради директорів «Української будівельної асоціації»
- З 2008 р. — меценат міжнародного бієнале «Non Stop Media» (Харків)
- З 2008 р. — президент баскетбольного клубу «Політехнік»
- З 2010 р. — співзасновник Міжнародного благодійного фонду «Фонд економічних реформ України» і керівник його представництва на території Харківської області
- з 2017 р. — президент баскетбольної федерації Харківської області

## Політична діяльність
2010 рік — обраний депутатом Харківської міської ради VI скликання. У 2012 році складає повноваження у зв'язку з балотуванням у Верховну Раду України.
На парламентських виборах 2012 р. був обраний народним депутатом України від Партії регіонів за одномандатним мажоритарним виборчим округом № 173. Отримав 50,60 % голосів виборців.
22 лютого 2014 року брав участь у з'їзді депутатів усіх рівнів у Харкові. 3 червня 2014 року виходить з фракції Партії регіонів у Верховній раді. На позачергових парламентських виборах до Верховної Ради у жовтні 2014 року брав участь як безпартійний кандидат у 173 округу. Отримав 42,05 % голосів.
Голова підкомітету з питань приватизації державного і комунального майна, націоналізації, реприватизації, банкрутства, застави, лізингу, концесії, оренди, розподілу продукції, управління майном, що перебуває у державній та комунальній власності.
Член міжфракційного об'єднання «За Харків! За Слобожанщину!». Один з помічників Денисенка на громадських засадах — харківський мільйонер Олександр Лобановський.

## Критика
16 січня 2014 року був одним з тих, хто голосував за «Диктаторські закони», що мали за мету суттєво обмежити свободу в Україні.
В грудні 2015 року намагався перешкодити слідчим провести обшук у домі Олександра Лобановського.
Незважаючи на постійний контроль ЗМІ щодо персонального голосування нардепів, пан Денисенко був помічений за голосуванням за свого колегу, який був відсутнім у залі засідань. Зокрема, це було зафіксовано 12 липня 2016 року.

## Нагороди
- 2004, 2007 рр. — Почесна грамота виконавчого комітету Харківської міської ради
- 2004, 2007 рр. — Лауреат Регіонального рейтингу «Харків'яни року» в номінації «Лідери промисловості та бізнесу»
- 2005 р. — Грамота «Митрополита Київського і всієї України, Предстоятеля Української Православної Церкви Блаженнійшого Володимира»
- 2005 р. — Знак Ордена «Святий Дмитро Солунський» IV ступеня з наданням титулу «Воїн Ордена» «Святий Дмитро Солунський»
- 2005 р. — Диплом і орден «За трудові досягнення» IV ступеня Міжнародного Академічного Рейтингу популярності «Золота фортуна»
- 2005 р. — Диплом Комітету Верховної Ради України з транспорту, будівництва, житлово-комунального господарства і зв'язку «Лідер будівництва та архітектури України»
- 2006 р. — Почесна грамота Кабінету Міністрів України «За вагомі трудові здобутки, високий професіоналізм, значний особистий внесок у розвиток підприємництва»
- 2007 р. — Почесна грамота Міністерства регіонального розвитку та будівництва України

## Приватне життя
- Одружений. Виховує трьох синів
- Хобі: гірські лижі, теніс, рибалка.[9]